# Mackenzie Rosman
Mackenzie Ryann Rosman (Charleston, Carolina del Sur; 28 de diciembre de 1989) es una actriz estadounidense, más conocida por su papel de Ruthie Camden en la serie de televisión 7th Heaven.

## Biografía
Rosman nació en Charleston, Carolina del Sur. Es hija de Donna y Lewis Rosman. Tiene un hermano menor, Chandler (nacido en 1992), y tenía una media hermana mayor que ella, Katelyn Salmont (1986-2008), quien murió de neumonía y fibrosis quística en la navidad del 2008. Sus padres se divorciaron cuando ella tenía 5 años, y desde entonces su madre, su hermano y ella se trasladaron a Los Ángeles, California. En 1996, obtuvo el papel de Ruthie Camden en 7th Heaven. Además de su papel en 7th Heaven, también apareció en la película independiente Gideon, protagonizada por Christopher Lambert, Charlton Heston y Shelley Winters. Ha aparecido en numerosos comerciales de televisión a partir de los cuatro años incluyendo un comercial de pañales Tuff y uno de zapatillas Nike. Sus papeles cinematográficos incluyen Molly MacLemore en Gideon.
Mackenzie desempeñó en el papel de Loreli en la película Ligeia en 2009, basada en la obra homónima de Edgar Allan Poe. Su último papel en el cine fue el de Jill en la película de terror Fading of the Cries. Participó también en los episodios "Till It's Gone" y "Goodbye Amy Juergens" como Zoe, la adolescente que se acuesta con Ricky para vengarse de Adrian, en The Secret Life of the American Teenager. A finales de julio de 2013, posó en ropa interior para la revista masculina Maxim.

## Vida personal
Actualmente reside en West Hollywood, California. Fuera de la actuación, Mackenzie disfruta de los animales, especialmente de los caballos, de los que ella posee muchos. Ha participado en espectáculos ecuestres competitivos con su caballo Mentos Junior. Mackenzie mostró sus habilidades para cantar dos veces en la serie de televisión 7th Heaven.
Mackenzie es una partidaria activa de recaudación de fondos para la Fundación de Fibrosis Quística y quiere educar al público sobre la necesidad de la donación de órganos. La hermanastra de Mackenzie, Katelyn Salmont, vivía con fibrosis quística y, a finales de 2005, Salmont se sometió a un exitoso doble trasplante de pulmón. Su padrastro Randy donó un órgano. Las dos chicas se presentaron en Teen People "20 Teens Who Will Change the World". 7th Heaven produjo un episodio especial sobre la fibrosis quística titulado "Back in the Saddle Again" que contó con Salmont como ella misma, y en el que Rosman y Salmont montaban a caballo juntas, como lo hicieron en su casa. En 2005, 7th Heaven de nuevo trajo a Salmont a la serie, tras el trasplante, lo que le dio la oportunidad de explicar acerca de la nueva vida que le habían dado, en el episodio titulado "X-Mas". Salmont murió de neumonía y fibrosis quística en la Navidad de 2008. Rosman también apoya a Childhelp Inc. y es embajadora de la organización, que ayuda a los niños severamente abusados. Rosman es también la presidenta nacional honoraria de CureFinders, un programa para recaudar fondos para ayudar a financiar la búsqueda de una cura para la fibrosis quística.
Mackenzie se graduó de la Valencia High School a finales de mayo de 2007.
En 2022, da a luz a su primera hija.

## Filmografía
| Cine       | Cine                                     | Cine             | Cine                           |
| Año        | Título                                   | Papel            | Notas                          |
| ---------- | ---------------------------------------- | ---------------- | ------------------------------ |
| 1999       | Gideon                                   | Molly MacLemore  |                                |
| 2008       | Proud American                           | Bree             |                                |
| 2009       | Ligeia                                   | Loreli           |                                |
| 2011       | Fading of the Cries                      | Jill             |                                |
| 2013       | Ghost Shark                              | Ava              |                                |
| 2013       | Beneath                                  | Deb              |                                |
| 2013       | Nightcomer                               | Rowena Hambleton |                                |
| 2015       | Ankh                                     | Chelsea          |                                |
| Televisión |                                          |                  |                                |
| 1996-2007  | 7th Heaven                               | Ruthie Camden    | Papel principal, 238 episodios |
| 2010-2011  | The Secret Life of the American Teenager | Zoe              | Papel recurrente, 4 episodios  |

## Premios y nominaciones
- Young Artist Awards
  - 1997: Mejor Actuación en comedia/Drama- Actriz joven(7th Heaven) - Nominada[1]
  - 1998: Mejor Actuación en una Serie Dramática de TV - Actriz joven(7th Heaven) - Nominada[1]
  - 1999: Mejor Actuación en una Serie de TV - Conjunto joven(7th Heaven) - Nominada (con Beverley Mitchell, Barry Watson, Jessica Biel y David Gallagher)[1]
  - 2002: Mejor Actuación en una Serie Dramática de TV  - Actriz joven(7th Heaven) - Nominada[1]
  - 2004: Mejor Actuación en una Serie de TV (Comedia o drama) - Actriz joven(7th Heaven) - Ganadora[1]
  - 2007: Mejor Actuación en una Serie de TV (Comedia o drama) - Actriz joven (7th Heaven) - Nominada[1]